# حارة بلال (صنعاء)
بلال هي إحدى حارات حي سدس الروض بمدينة الروضة شمال العاصمة اليمنية "صنعاء"، بلغ تعداد سكانها 1798 نسمة حسب تعداد اليمن لعام 2004.